# 年下の男の子 (アルバム)
『年下の男の子』（とししたのおとこのこ）は、1975年4月21日に発売された、キャンディーズ4枚目のアルバムである。

## 内容
- LP帯コピー：「年下の男の子」ほか全12曲、キャンディーズの魅力のすべて!!
- このアルバムは、キャンディーズでは初めてオリジナル曲のみで構成されている。ヒット曲「年下の男の子」のほかにステージで頻繁に歌われた曲に「春一番」「悲しきためいき」があり、前者は後にセルフカバーのシングルで大ヒット曲となった。また「卒業」「悲しきためいき」はTV番組『みごろ!たべごろ!笑いごろ!』の中の青春ドラマのテーマ曲として使われた。
- 2008年9月3日にリリースされたCD-BOX『キャンディーズ・タイムカプセル』に収納された紙ジャケット盤には、アルバム未収録であった6thシングル「内気なあいつ」（1975.6.1）とそのB面曲「恋の病気」がボーナス・トラックとして収録された。

## 曲目

### オリジナル盤
1. 春一番（アルバム・ヴァージョン）
  - 作詞・作曲・編曲：穂口雄右
  - シングルバージョンとは同じリズムトラックだがミックスが異なり、ベースとドラムが強調されたアレンジとなっている。ブラスやストリングスを含まないオリジナルバージョン。
2. 涙色の幸福
  - 作詞：千家和也、作曲：加瀬邦彦、編曲：竜崎孝路
  - メインヴォーカル：スー
3. のらいぬ
  - 作詞：千家和也、作曲・編曲：穂口雄右
  - メインヴォーカル：ミキ
4. 若い日のひととき
  - 作詞：山上路夫、作曲：井上忠夫、編曲：穂口雄右
  - メインヴォーカル：スー
5. 年下の男の子
  - 作詞：千家和也、作曲・編曲：穂口雄右
  - メインヴォーカル：ラン
  - 5thシングル。
6. 悲しきためいき
  - 作詞：山上路夫、作曲：宮川泰、編曲：竜崎孝路
  - メインヴォーカル：ミキ
7. くちづけのあと
  - 作詞：竜真知子、作曲・編曲：穂口雄右
  - メインヴォーカル：ラン
8. 優しいだけじゃいや
  - 作詞：竜真知子、作曲：加瀬邦彦、編曲：竜崎孝路
  - メインヴォーカル：スー
9. 愛の瞬間
  - 作詞：林春生、作曲：宮川泰、編曲：穂口雄右
  - メインヴォーカル：ミキ
10. 卒業
  - 作詞：ちあき哲也、作曲：井上忠夫、編曲：竜崎孝路
  - メインヴォーカル：ラン
11. 私だけの悲しみ
  - 作詞：千家和也、作曲・編曲：穂口雄右
  - メインヴォーカル：ラン
  - 5thシングル「年下の男の子」のB面曲。
12. 愛のとりこ
  - 作詞：林春生、作曲・編曲：穂口雄右
  - メインヴォーカル：ミキ

### キャンディーズ・タイムカプセル盤
1. 春一番（アルバム・ヴァージョン）
2. 涙色の幸福
3. のらいぬ
4. 若い日のひととき
5. 年下の男の子
6. 悲しきためいき
7. くちづけのあと
8. 優しいだけじゃいや
9. 愛の瞬間
10. 卒業
11. 私だけの悲しみ
12. 愛のとりこ
13. 内気なあいつ（ボーナス・トラック）
  - 作詞：千家和也、作曲・編曲：穂口雄右
  - 6thシングル。
14. 恋の病気（ボーナス・トラック）
  - 作詞：千家和也、作曲・編曲：穂口雄右
  - 6thシングル「内気なあいつ」のB面曲。
15. 年下の男の子（オリジナル・カラオケ／メロディー入り）（ボーナス・トラック、初CD化）
16. 年下の男の子（オリジナル・カラオケ／純カラオケ）（ボーナス・トラック）
17. 内気なあいつ（オリジナル・カラオケ／純カラオケ）（ボーナス・トラック）